# 日比野菜緒
日比野菜緒（1994年11月28日—）是日本职业网球女运动员，2010年轉職業。她的WTA生涯最高單打排名為第56（2016年1月18日）。

## 外部連結
- 日比野菜緒的国际女子网球协会官方資料（英文）
- 日比野菜緒的國際網球總會 職業／青少年 官方資料（英文）